# アフリカ工業化の日
アフリカ工業化の日（アフリカこうぎょうかのひ、英: Africa Industrialization Day）は、11月20日に訪れる国際デーの一つである。

## 概要
アフリカ工業化の日は、1991年から2000年の10年に渡るアフリカの第二回工業開発の取り組みの中で、1989年の国連総会において定められた国際デー。また、同日はアフリカの国々の工業化の重要性を訴えるために毎年アフリカ諸国の工業化に関する様々なイベントが開催される日でもある。
UNIDOのホームページではAIDと略されている同日は、工業化に関してアフリカ大陸で起こっている挑戦に対して国際的な意識を高めるためのものである。また、同日はアフリカのリーダーたちと国際的な機関にアフリカの持続的な工業化の加速を促すためのものである。
また、2003年の同日には、コフィー・アナン国際連合事務総長は実効的な工業化と市場アクセスを通じ、アフリカのグローバル経済への統合を力強く推進していく構えを表明した。